# 443
443 је била проста година.

## Догађаји
- Бургунди су потписали мировни споразум са Римом, пристајајући да служе као федерати у римској војсци. Почињу да се селе са Горње Рајне и Флавије Аеције, главнокомандујући (магистер милитум), даје им земљу у области Женеве.
- Период грађанског рата и глади у Британији, изазваних супарничким краљевствима и пиктским инвазијама; ситуација погоршава тензије између пелагијанских и римских фракција. Про-римски грађани мигрирају према Галији.
- Гунабхадра, индијски будистички монах, позван је почасни гост цара Вена из Лиу Сонга (династија Лиу Сонг). Он преводи Ланкаватара Сутру са санскрита на кинески језик.